# Gyabus
Gyabus is een geslacht van rechtvleugeligen uit de familie Eumastacidae. De wetenschappelijke naam van dit geslacht is voor het eerst geldig gepubliceerd in 2008 door Özdikmen.

## Soorten
Het geslacht Gyabus  is monotypisch en omvat slechts de volgende soort:
- Gyabus fusiformis (Bey-Bienko, 1949)